# Christian-Erdmann Schott
Christian-Erdmann Schott (* 13. August 1932 in  Liegnitz, Provinz Niederschlesien; † 24. Oktober 2016 in Mainz) war ein deutscher evangelischer Theologe und Kirchenhistoriker. Von 1966 bis 1997 war er Pfarrer in Mainz-Gonsenheim.

## Leben
Christian-Erdmann Schotts Eltern waren Bernhard Schott, evangelischer Pfarrer in  Geischen, und seine Frau Elisabeth geb. v. Bethe. Der Theologe Erdmann Schott ist der ältere Bruder des Vaters. Der Eichenlaubträger Wilhelm Rudolf von Salisch ist ein Onkel. Christian-Erdmann besuchte das altsprachliche Burggymnasium in Oppeln. Die Flucht verschlug die Familie nach Thüringen.

### Schulen
Im April 1945 kam er als Quintaner für einige  Monate nach Leutenberg. Im Rahmen der Kinderlandverschickung hatte das humanistische, stark katholisch geprägte Staatliche Freiherr von Reichenau-Gymnasium Düsseldorf seine Schüler in dortigen Gasthöfen untergebracht. Schott wechselte zur Freien Internatsschule Wickersdorf und Anfang 1946 nach Schulpforta. Dort schloss er sich der Freien Deutschen Jugend an. Als sein Vater eine Pfarrstelle in Magdeburg übernehmen konnte, kam Schott auf das Domgymnasium Magdeburg. Bei der antikirchlichen Willkür der Sozialistischen Einheitspartei Deutschlands verließ er die FDJ. Er entschloss sich zum Studium der Theologie und organisierte Andachten vor dem Unterricht. Nach Gründung der DDR im Oktober 1949 begannen die politischen Säuberungen traditionsreicher Schulen. Als Klassensprecher wurde er mit zwölf Mitschülern im Frühjahr 1950 von der Schule verwiesen. Die Kirchenprovinz Sachsen ermöglichte ihm die Aufnahme in das Gymnasium Steglitz. Getrennt von der Familie, bestand er dort im Juni 1951 die Reifeprüfung.

### Studium
Der Berliner Senat finanzierte ihm und anderen Studenten aus der DDR ein Studium an der Kirchlichen Hochschule Berlin-Zehlendorf. Mit einem Stipendium der Studienstiftung des deutschen Volkes wechselte er zum Sommersemester 1954 an die Georg-August-Universität Göttingen. Vom Sommersemester 1955 bis zum Wintersemester 1956/57 war er im Corps Saxonia Göttingen aktiv. Mit einem  Stipendium des Weltkirchenrates verbrachte er ein Semester am Ökumenischen Institut Bossey (Haute-Savoie). Im Juli 1957 legte er in Göttingen das Erste Theologische Examen ab.

### Vikar und Pfarrer
Da die DDR keine Theologen aufnahm, konnte er als Vikar nicht in die Kirchenprovinz Sachsen zurückkehren. Die Evangelische Kirche in Hessen und Nassau übernahm ihn treuhänderisch für die Partnerkirche Kirchenprovinz Sachsen in den Vorbereitungsdienst. Die Stationen des am 1. Januar 1960 angetretenen Vikariats waren eine Schule, die Predigerseminare in Friedberg (Hessen) und Herborn sowie ein Gemeindepraktikum in Königstein im Taunus. Im September 1961 absolvierte Schott in Herborn und Darmstadt das Zweite Theologische Examen.
Da die Berliner Mauer eine Rückkehr in die DDR vollends unmöglich machte, blieb Schott im hessen-nassauischen Kirchendienst. Bei Martin Schmidt begann er eine neue Doktorarbeit. Zugleich verwaltete er die Pfarrstelle Eibelshausen, wo er im Mai 1962 ordiniert wurde. Es folgten die Kirchengemeinden Wiesbaden-Erbenheim und Mainz-Gonsenheim. 1965 promovierte er in Mainz zum Dr. theol. Von 1984 bis 2006 war er Bundespfarrer der Johanniter-Unfall-Hilfe. Als Gonsenheimer Pfarrer wurde er 1997 emeritiert.
1967 heiratete er Barbara Hofmann, eine Tochter des Magdeburger Konsistorialpräsidenten Bernhard Hofmann. Aus der Ehe gingen zwei Töchter und ein Sohn hervor. Diesem wurde am 9. Januar 2019 die Urkunde das Corps Palaiomarchia zur posthumen Ehrung für Bernhard Hofmann überreicht.

## Ehrungen
- Bürgersäule Gonsenheim (1998)
- Bundesverdienstorden, Verdienstkreuz am Bande (2004)
- Ehrenkommendator[5]. des Johanniterordens (2005)
- Ehrenmitglied der Johanniter-Unfall-Hilfe (2007)
- Schlesierschild (2009)
- Ehrenvorsitzender des Vereins für Schlesische Kirchengeschichte (2011)
- Verdienstmedaille des Landes Rheinland-Pfalz (2012)

## Schriften (Auswahl)
- Spuren und Wirkungen der schlesischen evangelischen Kirche im Nachkriegsdeutschland. Bergstadtverlag Wilhelm Gottlieb Korn, Würzburg 2000, ISBN 978-3-87057-232-7.
- Festschrift zum 150jährigen Jubiläum der Schlesischen Genossenschaft des Johanniterordens. Bergstadtverlag, Würzburg 2003, ISBN 978-3-87057-259-4.
- Brücken nach Polen. Berichte aus der Gemeinschaft evangelischer Schlesier. Bergstadtverlag, Würzburg 2003.
- Von Oppeln nach Mainz. Stationen – Institutionen – Perspektiven (Autobiografie). Bergstadtverlag, Freiburg im Breisgau 2007, ISBN 978-3-87057-290-7.
- In Grenzen leben – Grenzen überwinden. Zur Kirchengeschichte des 20. Jahrhunderts in Ost-Mittel-Europa. Festschrift für Peter Maser zum 65. Geburtstag. Lit Verlag, Berlin/Münster 2008, ISBN 978-3-82581265-2.
- Väter, Mütter, Weggefährten. Sechzig Jahre Gemeinschaft Evangelischer Schlesier e. V. 1950–2010. Lebensbilder. Bergstadtverlag, Freiburg im Breisgau 2010.
- Fritz-Dietlof Graf von der Schulenburg und das Corps Saxonia zu Göttingen. In: Sebastian Sigler (Hrsg.): Corpsstudenten im Widerstand gegen Hitler. Duncker & Humblot, Berlin 2014, ISBN 978-3-428-14319-1, S. 437–449.
- Der du die Zeit in Händen hast. Predigten für Flüchtlinge und Vertriebene aus dem evangelischen Schlesien 1993–2013. Bergstadtverlag, Görlitz 2014, ISBN 978-3-87057-337-9.

## Herausgeber
- Jahrbuch für Schlesische Kirchengeschichte.